# Liga del Fútbol Profesional Boliviano 2000
La Liga de Fútbol Profesional Boliviano 2000 è stata la 24ª edizione della massima serie calcistica della Bolivia, ed è stata vinta dal Wilstermann.

## Formula
Il campionato è strutturato in due fasi; il tornei di Apertura e Clausura sono gironi unici a dodici squadre. I due primi classificati si affrontano poi nella finale per la vittoria del titolo nazionale.

## Torneo Apertura

### Classifica
| Pos. | Squadra           | Pt | G  | V  | N | P  | GF | GS | DR  |
| ---- | ----------------- | -- | -- | -- | - | -- | -- | -- | --- |
| 1    | Wilstermann       | 44 | 22 | 14 | 2 | 6  | 36 | 20 | +16 |
| 2    | Guabirá           | 38 | 22 | 12 | 2 | 8  | 39 | 35 | +4  |
| 3    | Bolívar           | 37 | 22 | 12 | 1 | 9  | 48 | 37 | +11 |
| 4    | The Strongest     | 34 | 22 | 10 | 4 | 8  | 49 | 28 | +21 |
| 4    | Real Potosí       | 34 | 22 | 11 | 1 | 10 | 31 | 40 | -9  |
| 6    | Ind. Petrolero    | 33 | 22 | 10 | 3 | 9  | 35 | 29 | +6  |
| 6    | Oriente Petrolero | 33 | 22 | 8  | 9 | 5  | 34 | 29 | +5  |
| 8    | Mariscal Braun    | 32 | 22 | 10 | 2 | 10 | 38 | 37 | +1  |
| 9    | Blooming          | 28 | 22 | 8  | 4 | 10 | 33 | 42 | -9  |
| 10   | Atlético Pompeya  | 22 | 22 | 6  | 4 | 12 | 24 | 49 | -25 |
| 11   | Real Santa Cruz   | 20 | 22 | 5  | 5 | 12 | 31 | 43 | -12 |
| 12   | Unión Central     | 19 | 22 | 4  | 7 | 11 | 19 | 28 | -9  |

## Torneo Clausura

### Classifica
| Pos. | Squadra           | Pt | G  | V  | N | P  | GF | GS | DR  |
| ---- | ----------------- | -- | -- | -- | - | -- | -- | -- | --- |
| 1    | Oriente Petrolero | 45 | 22 | 14 | 3 | 5  | 42 | 24 | +18 |
| 2    | The Strongest     | 43 | 22 | 14 | 1 | 7  | 45 | 30 | +15 |
| 3    | Blooming          | 37 | 22 | 12 | 1 | 9  | 32 | 27 | +5  |
| 4    | Unión Central     | 36 | 22 | 11 | 3 | 8  | 31 | 33 | -2  |
| 5    | Guabirá           | 35 | 22 | 10 | 5 | 7  | 46 | 31 | +15 |
| 6    | Wilstermann       | 33 | 22 | 10 | 3 | 9  | 38 | 36 | +2  |
| 7    | Real Potosí       | 32 | 22 | 10 | 2 | 10 | 37 | 29 | +8  |
| 8    | Bolívar           | 28 | 22 | 8  | 4 | 10 | 35 | 31 | +4  |
| 8    | Mariscal Braun    | 28 | 22 | 8  | 4 | 10 | 31 | 34 | -3  |
| 10   | Real Santa Cruz   | 24 | 22 | 7  | 3 | 12 | 30 | 49 | -19 |
| 11   | Ind. Petrolero    | 21 | 22 | 6  | 3 | 13 | 32 | 48 | -16 |
| 12   | Atlético Pompeya  | 17 | 22 | 5  | 2 | 15 | 19 | 46 | -27 |

## Finale

### Andata
| Arbitro: | Ortuño |

|                                                 |           |           |
| Soria 38’ Olivares 42’ Galindo 51’ Cárdenas 58’ | Marcatori | 31’ Merlo |

### Ritorno
| Arbitro: | Ortubé |

|                                           |           |  |
| Merlo 45’ Coimbra 53’ (rig.) Vaca 63’ 76’ | Marcatori |  |

### Spareggio
| Arbitro: | Ortuño |

|                        |                      |                          |
| Coimbra 22’ 90’ (rig.) | Marcatori            | 47’ Cárdenas 84’ Galindo |
| -                      | Tiri di rigore 3 – 4 | -                        |

## Verdetti
- Wilstermann campione nazionale
- Wilstermann e Oriente Petrolero in Coppa Libertadores 2001
- Atlético Pompeya retrocesso
- Club Universidad promosso dalla seconda divisione (Copa Simón Bolívar).

## Classifica marcatori
| Gol |  |  | Giocatore                | Squadra         |
| --- |  |  | ------------------------ | --------------- |
| 28  |  |  | Daniel Delfino           | The Strongest   |
| 26  |  |  | Cristino Jara            | Real Potosí     |
| 23  |  |  | Antonio Vidal González   | The Strongest   |
| 22  |  |  | Horacio Chiorazzo        | Real Santa Cruz |
| 21  |  |  | Marcelo Ceballos         | Guabirá         |
| 18  |  |  | Fábio Oliveira           | Mariscal Braun  |
| 18  |  |  | Joaquín Botero           | Bolívar         |
| 17  |  |  | Christian Jesús Reynaldo | Real Potosí     |
| 17  |  |  | Gonzalo Galindo          | Wilstermann     |